# Bralo
Bralo (817 m) – szczyt na północno-zachodnim krańcu  Gór Choczańskich na Słowacji. 
Wznosi się u północno-zachodnich podnóży Wielkiego Chocza tworząc zakończenie jednego z jego grzbietów. Jest widoczny z drogi nr 59 nieco powyżej zabudowanego obszaru wsi Jasenová.  Do drogi tej stromo opadają jego zachodnie stoki, a w niedużej odległości powyżej szczytu Bralo przy drodze znajduje się parking samochodowy. Stoki północno-wschodnie opadają do doliny potoku Biela voda, południowo-zachodnie do dolinki niewielkiego, bezimiennego potoku.
Bralo zbudowany jest ze skał wapiennych. Jest porośnięty lasem, ale nagie, pionowe ściany są widoczne w wielu miejscach jego zboczy. 

## Turystyka
Północnymi i wschodnimi stokami Bralo, daleko od jego wierzchołka, prowadzi jeden ze szlaków na Wielkiego Chocza 
   Jasenová – Bralo – Wielki Chocz. Odległość 6,5 km, suma podejść 1062 m, suma zejść 10 m, czas przejścia 3:25 h (z powrotem 2:20 h)